# Octavia Airlines
Octavia Airlines était une compagnie aérienne charter française basée sur l'aéroport de Paris - Le Bourget et assurant du transport à la demande d'affaires de passagers.

## Histoire
La compagnie Octavia Airlines est créée en mai 2001 par Alain Regourd (PDG de Regourd Aviation), Thomas Michel d'Annoville (PDG d'Heli Air Jet devenue Sud Airlines), Bertrand Bouvier d'Yvoire (directeur général du groupe Regourd Aviation) et Frederik Ioos.
Alain Regourd est nommé Président du Conseil d'Administration et Thomas d'Annoville, directeur général.
La compagnie propose une flotte d'appareils pour le charter d'entreprises (voyages de presse, voyages incentive, opérations évènementielles, séminaires, congrès...) mais aussi l'activité d'avion-taxi et la location d'avion pour les compagnies.

Logo de Octavia Football

Une branche nommée "Octavia Football" est créée , dédiée spécialement aux transports des équipes de football lors de leurs déplacements sportifs.
La flotte est souvent issues des filiales du groupe Regourd Aviation (livrée blanche et verte) dont celle d'Occitania Jet Fleet allant de l'ATR 42, aux Falcon, Embraer 135, Embraer 120 Brasilia , Beechcraft SP12, Beechcraft 1900 et autres.
Les appareils sont personnalisables aux couleurs de l'entreprise affréteuse (logo sur l'avion, logo sur les têtières, distributions d'échantillons et documentations professionnelles, dégustation des produits...), comme en 2000 avec le Fokker 28 F-GDFC aux couleurs de Peugeot pour la sortie de la 206 Cabriolet et 2001 avec le Fokker 100 F-GIOA aux couleurs de Peugeot pour la sortie de la 307.
Octavia Airlines est basée sur deux plateformes aéroportuaires, celle du Bourget et celle de l'aéroport de Nantes, en Loire-Atlantique.
C'est sur ce dernier aéroport, que les pilotes constatent le vendredi matin 20 mai 2005, des tags sur les flancs des fuselages des deux Embraer 120 Brasilia de la compagnie stationnés sur la plateforme aéroportuaire de Nantes. Les individus avaient pu s'introduire dans une zone pourtant sécurisée de l'aéroport et s'en prendre aux deux appareils de la même compagnies,.

Logo de O-AIR

Le 12 juillet 2005, Octavia Airlines devient O-Air avec Frédéric Baroin (et sa société Océan Group Holding) qui est nommé Président du conseil d'administration.
Elle utilisera les Embraer 120 Brasilia immatriculés F-GFEO et F-GTSH pour poursuivre son activité.
Elle sera placée en liquidation judiciaire par la suite en 2006 (radiée en 2013).

## Flotte
- Embraer 120 Brasilia immatriculés F-GFEO[9],[10] et F-GVBR[11],
- Beechcraft 1900D immatriculé F-HCHA,
- Beechcraft 1900C immatriculé F-GLPJ[12],
- Fokker 100 immatriculé F-GIOA,
- Beechcraft E90 immatriculé F-BXSN,
- Beechcraft SP12,
- Fokker F-28 immatriculé F-GDFC[13],
- ATR 42 immatriculé OY-CIR[14],